# Williamsport (Maryland)
Williamsport es un pueblo ubicado en el condado de Washington en el estado estadounidense de Maryland. En el Censo de 2010 tenía una población de 2.137 habitantes y una densidad poblacional de 791,08 personas por km².

## Geografía
Williamsport se encuentra ubicado en las coordenadas 39°35′51″N 77°49′4″O / 39.59750, -77.81778. Según la Oficina del Censo de los Estados Unidos, Williamsport tiene una superficie total de 2.7 km², de la cual 2.7 km² corresponden a tierra firme y (0%) 0 km² es agua.

## Demografía
Según el censo de 2010, había 2.137 personas residiendo en Williamsport. La densidad de población era de 791,08 hab./km². De los 2.137 habitantes, Williamsport estaba compuesto por el 95.55% blancos, el 2.53% eran afroamericanos, el 0.14% eran amerindios, el 0.33% eran asiáticos, el 0% eran isleños del Pacífico, el 0.33% eran de otras razas y el 1.12% pertenecían a dos o más razas. Del total de la población el 1.08% eran hispanos o latinos de cualquier raza.